# 이재명 (영화인)
이재명(李載明, 1908년 ~ 1987년 11월 9일)은 일제강점기와 대한민국의 영화인으로, 영화 기획과 제작을 담당했다.

## 영화
전라남도 광주에서 출생하여 목포상업전수학교를 졸업했다. 이후 일본에 유학하여 니혼 대학 문과를 졸업한 뒤 도쿄에서 연출을 공부하고였다. 귀국한 뒤 처음 기획을 맡은 영화는 이광수의 소설을 영화화한 《무정》(1939)이다.
1937년에 조선영화주식회사 지배인으로 입사했으며, 관제 기업인 조영에서 상당한 실세였다는 증언이 있다. 이재명은 1930년대 중반부터 영화 제작이 전문화, 분업화될 무렵에 등장한 최초의 본격적 영화 프로듀서였다.
1940년대 국책영화 시기에 조선총독부의 협찬으로 제작된 어용영화 《흙에 산다》(1942) 등을 기획했다. 황도학회 발기인을 맡았고, 1941년 잡지 《영화평론》에서 마련한 친일 성격의 좌담회에 백철, 최인규, 허영 등과 함께 참가 한 적도 있다.
1942년에는 조선영화주식회사가 기존의 영화사를 강제 통합하여 단일 회사로 출범했다. 이재명은 여기에 입사하여 기술과장과 촬영과장을 겸임하면서 전시체제 하의 영화계 재편 과정과 국책영화 제작에 적극적으로 협조했다. 2008년 발표된 민족문제연구소의 친일인명사전 수록예정자 명단 연극/영화 부문에 포함되었다.
태평양 전쟁 종전 이후 조선영화주식회사의 운영권을 일본인으로부터 넘겨받은 뒤, 이를 바탕으로 결성된 조선문화건설중앙협의회의 영화 부문과 조직체인 조선영화건설본부에 참여했다. 이후 조선영화동맹의 중앙집행위원도 맡았다. 두 단체는 기본적으로 좌익 계열이었으나, 혼란기였기 때문에 여러 성향을 가진 인물들이 섞여 있었다.
아세아영화사 대표 등을 지내며 영화제작자로 1960년대 초반까지 꾸준히 활동했다. 배우 남궁원이 집안 사정이 어려울 때 친구 아버지였던 이재명을 찾아가 도움을 청했다가 영화계에 데뷔하게 되었다는 일화가 있다.

## 참고자료
- 강옥희,이영미,이순진,이승희 (2006년 12월 15일). 《식민지시대 대중예술인 사전》. 서울: 소도. 273~275쪽쪽. ISBN 9788990626264.